# Tjaša Oder
Tjaša Oder (Slovenj Gradec, 22 de junio de 1994) es una deportista eslovena que compitió en natación. Ganó una medalla de bronce en el Campeonato Europeo de Natación de 2016, en la prueba de 800 m libre.

## Palmarés internacional
| Campeonato Europeo | Campeonato Europeo    | Campeonato Europeo | Campeonato Europeo |
| Año                | Lugar                 | Medalla            | Prueba             |
| ------------------ | --------------------- | ------------------ | ------------------ |
| 2016               | Londres (Reino Unido) | Medalla de bronce  | 800 m libre        |